# Ayrarat
L'Ayrarat o Ararat (in armeno Արարատ? ) è un'antica provincia del Regno di Armenia (300–800 ca.), secondo il geografo armeno del VII secolo, Anania di Shirak,. La città principale era Oshakan. Una parte del suo territorio è sotto annessione in Turchia e l'altra è rimasta in Armenia, con le città di Artašat, Echmiadzin e Dvin.

## Distretti

Le quindici province dell'Armenia storica.

La provincia è costituita dai seguenti distretti:
- Terutuniq;
- Basean;
- Anpait Basean;
- Adeghianq;
- Havniq;
- Gabeqhianq;
- Bagrevand;
- Arsharuniq;
- Shirak;
- Jataq;
- Kogovit;
- Masiatsun
- Aragatsotn;
- Kotav;
- Vostan;
- Urtsadzor;
- Arats;
- Haiots
- Mazaz;
- Varazruniq
- Apahiunq.